# 下手大輔
下手 大輔（しもて だいすけ、1976年 - 　）は、日本の映画監督、脚本家。岐阜県生まれ。

## 略歴
日本大学藝術学部、早稲田大学大学院で映画を学び、早稲田大学大学院客員研究員として小津安二郎と日本映画の国際化について研究をする。
2012年、長編映画『はなればなれに』でデビュー。同作品において、第25回東京国際映画祭 日本映画・ある視点部門、第8回大阪アジアン映画祭、第15回台北映画祭International New Talent Competition部門（台湾）、イーストエンド映画祭Best Feature Competition部門（イギリス・ロンドン）、ハイファ国際映画祭（イスラエル）、ペタルーマ国際映画祭（アメリカ）、ワルシャワ国際映画祭 Competition 1-2部門（ポーランド）、ヒホン国際映画祭Rellume部門（スペイン）など多数出品。メキシコ国際映画祭Bronze Palm Award受賞。福井映画祭（長編部門）審査員特別賞受賞。
2015年、文化庁新進芸術家海外研修制度により台北に留学。

## 監督作品
- はなればなれに（2012年） - 監督・脚本